# Lijst van Belgische deelnemers aan de Olympische Zomerspelen 1948
Dit is een lijst van Belgische deelnemers aan de Olympische Zomerspelen van 1948 in Londen.
| Olympiër                         | Sport      | Onderdeel             | Resultaat |
| -------------------------------- | ---------- | --------------------- | --------- |
| Gaston Reiff                     | atletiek   | 5000m                 | Goud      |
| Léon De Lathouwer                | wielrennen | wegrit per ploeg      | Goud      |
| Eugène Van Roosbroeck            | wielrennen | wegrit per ploeg      | Goud      |
| Lode Wouters                     | wielrennen | wegrit per ploeg      | Goud      |
| Jos Vissers                      | boksen     | lichtgewichten: -60kg | Zilver    |
| Pierre Nihant                    | wielrennen | 1000m tijdrit         | Zilver    |
| Etienne Gailly                   | atletiek   | marathon              | Brons     |
| Raymond Bru                      | schermen   | floret per ploeg      | Brons     |
| Georges de Bourguignon           | schermen   | floret per ploeg      | Brons     |
| Henri Paternoster                | schermen   | floret per ploeg      | Brons     |
| Paul Valcke                      | schermen   | floret per ploeg      | Brons     |
| André van de Werve de Vorsselaer | schermen   | floret per ploeg      | Brons     |
| Edouard Yves                     | schermen   | floret per ploeg      | Brons     |
| Lode Wouters                     | wielrennen | wegrit                | Brons     |
| basketbalteam                    | basket     |                       | 11e       |